# Кіріловка (Флорештський район)
Кіріловка (рум. Chirilovca) — село у Флорештському районі Молдови. Входить до складу комуни, адміністративним центром якої є село Алексєєвка.

## Населення
За даними перепису населення 2004 року у селі проживали 136 осіб.
Національний склад населення села:
| Національність       | Кількість осіб | Відсоток |
| -------------------- | -------------- | -------- |
| українці             | 60             | 44,1%    |
| молдавани            | 54             | 39,7%    |
| росіяни              | 21             | 15,4%    |
| інша / без відповіді | 1              | 0,7%     |
| Всього               | 136            | 100%     |